# Anopheles forattinii
Anopheles forattinii är en art i släktet malariamyggor.

## Ny art
Arten upptäcktes 1998 av forskarna Richard C. Wilkerson (nordamerikan), och Maria Anice Mureb Sallum (brasilian). Upptäckarna har namngett arten efter Oswaldo Paulo Forattini (1924–2007), en brasiliansk medicinsk entomolog.

## Utbredning, vanor
Anopheles forattinii är en brunaktig mygga som finns i Brasilien (Amazonområdet), Peru, Colombia och Franska Guyana. Litet är känt om dess biologi, men man tror att den, precis som dess nära släkting A. mediopunctatus, lever i träsk med kraftig, skuggande skogsvegetation.
Dess betydelse som malariavektor är inte känd, men man vet att den är mottaglig för malariaparasiterna Plasmodium vivax och P. falciparum.

## Taxonomi
Arten tillhör en grupp av tre närstående arter, A. costai, A. mediopunctatus och denna art, som förr sammanfördes under namnet A. mediopunctatus. De tre arterna är mycket lika sinsemellan, och det krävs en mikroskopisk undersökning för att skilja dem åt.